# نیکون اف‌ای
نیکون اف‌ای (به انگلیسی: Nikon FA) یک دوربین عکاسی ساخت شرکت نیکون است.